# Wybory parlamentarne na Cyprze w 1976 roku
Wybory parlamentarne na Cyprze odbyły się 5 września 1976 roku. Zwyciężyła w nich koalicja Partia Demokratyczna-Postępowa Partia Ludzi Pracy-Ruch na rzecz Socjaldemokracji, która zdobyła 69% głosów i otrzymała 34 z 35 miejsc w Izbie Reprezentantów. Jeden mandat przypadł niezależnemu kandydatowi (Tassos Papadopoulos). Największym przegranym okazała się Koalicja Demokratyczna, która pomimo zdobycia 28,08% głosów znalazła się poza parlamentem.

## Wyniki
| Nazwa partii                          | Głosy     | Procent | Mandaty | +/- |
| ------------------------------------- | --------- | ------- | ------- | --- |
| Partia Demokratyczna (DIKO)           | 756 251   | 43,75%  | 21      | -   |
| Postępowa Partia Ludzi Pracy (AKEL)   | 264 005   | 15,27%  | 9       | ±0  |
| Ruch na rzecz Socjaldemokracji (EDEK) | 172 485   | 9,98%   | 4       | +2  |
| Niezależni                            | 583       | 0,03%   | 1       | -1  |
| Koalicja Demokratyczna (DISY)         | 485 332   | 28,08%  | 0       | -   |
| Pozostałe patie                       | 49 735    | 2,89%   | 0       | -   |
| Suma                                  | 1 728 391 | 100     | 35      | -   |